# شهرستان کلارک (آرکانزاس)
شهرستان کلارک، آرکانزاس (به انگلیسی: Clark County, Arkansas) شهرستانی در ایالات متحده آمریکا است که در آرکانزاس واقع شده‌است.

## خصوصیات
شهرستان کلارک ۲٬۲۸۶٫۹۷ کیلومترمربع مساحت دارد.